# Джордж, Кеван
Кеван Леон Джордж (англ. Kevan Leon George; род. 30 января 1990 года, Роксборо, Тринидад и Тобаго) — тринидадский футболист, полузащитник сборной Тринидада и Тобаго.

## Карьера
С 2008 по 2011 годы Джордж во время обучения в Университете Центральной Флориды играл за университетскую команду в студенческой лиге. В 2012 году под 29-м номером был выбран на драфте MLS клубом «Коламбус Крю». Вскоре он дебютировал за команду в матче против «Чикаго Файр».
С 2013 года вызывается в сборную Тринидада и Тобаго. В её составе он участвовал в Золотых кубках КОНКАКАФ 2013 и 2015 годов.